# Oxyna maculata
Oxyna maculata es una especie de insecto del género Oxyna de la familia Tephritidae del orden Diptera.

## Historia
Robineau-Desvoidy la describió científicamente por primera vez en el año 1830.